# Södermanlands runinskrifter 17
Södermanlands runinskrifter 17 är ett vikingatida runstensfragment av granit i Norrtuna, Kattnäs socken och Gnesta kommun. Eventuellt är fragmentet försvunnet. Det eftersöktes förgäves 1928. Stenen hittades 1869 under en riven husgrund.

## Inskriften
Translitterering av runraden:
... ...istu · stain : þan... ...
Normalisering till runsvenska:
... [ræ]istu stæin þenn[a] ...
Översättning till nusvenska:
... reste denna sten ...